# 博爾希夫西卡圖爾卡
48°30′31″N 25°15′5″E / 48.50861°N 25.25139°E
博爾希夫西卡圖爾卡（烏克蘭語：Борщівська Турка），是烏克蘭西部的村莊，隸屬伊萬諾-弗蘭科夫斯克州的科洛梅亞區。該村始建於1700年，面積8.35平方公里，2001年人口265，人口密度每平方公里31.7人。